# Mary Stewart
Mary Florence Elinor Stewart z domu Rainbow (ur. 17 września 1916 w Sunderland, zm. 9 maja 2014 w Loch Awe w Szkocji) – brytyjska pisarka. Najbardziej znana z serii powieściowej o czarodzieju Merlinie i królu Arturze, która stanowi mieszankę książki historycznej i opowieści fantasy.

## Twórczość

### Powieści
- Madam, Will You Talk? (1954) – wyd. pol. Powiedz choć słówko, Prima 1997, tłum. Barbara Cendrowska lub Wakacje w Awinionie, Świat Książki 2000, tłum. to samo
- Wildfire at Midnight (1956) – wyd. pol. Ognie o północy, Prima 1997, tłum. Witold Nowakowski
- Thunder on the Right (1957)
- Nine Coaches Waiting (1958) – wyd. pol. Tajemnica zamku Valmy, KAW 1995, tłum. Irena Doleżal-Nowicka
- My Brother Michael (1959)
- The Ivy Tree (1961)
- The Moon-Spinners (1962) – wyd. pol. Prządki księżycowe, Iskry 1967, tłum. Maria Kłos-Gwizdalska
- This Rough Magic (1964) – wyd. pol. Ta przyziemna magia, Novus Orbis 1997, tłum. Ewa Oświecimska
- Airs Above the Ground (1965) – wyd. pol. Szkoła jeździecka, Prima 1997, tłum. Witold Nowakowski
- The Gabriel Hounds (1967) – wyd. pol. Ogary Gabriela, Iskry 1970, tłum. Zofia Sroczyńska
- The Wind Off the Small Isles (1968)
- The Little Broomstick (1971) – dla dzieci
- Ludo and the Star Horse (1974) – dla dzieci
- Touch Not the Cat (1976) – wyd. pol. Nie drażnij kota, Alfa 1992, tłum. Olga Stanisławska
- A Walk in Wolf Wood (1980) – dla dzieci
- Thornyhold (1988) – wyd. pol. Dom czarownic, KAW 1992, tłum. Danuta Petsch
- Stormy Petrel (1991) – wyd. pol. Lodowy petrel, Prima 1997, tłum. Magdalena Bułas
- Rose Cottage (1997)

Cykl z Merlinem
- The Crystal Cave (1970)
- The Hollow Hills (1973)
- The Last Enchantment (1979)
- The Wicked Day (1983)
- The Prince and the Pilgrim (1995)

### Poezje
- Frost on the Window: And other Poems (1990)